# Saint-Martin-des-Entrées
Pour les articles homonymes, voir Saint-Martin.
Saint-Martin-des-Entrées est une commune française, située dans le département du Calvados en région Normandie, peuplée de 760 habitants (les Saint-Martinais).

## Géographie
La commune est au cœur du Bessin, à la périphérie de Bayeux, le long de la RN 13 (axe Caen-Bayeux). Son bourg est à 3 km au sud-est de Bayeux et à 26 km à l'ouest de Caen.
| Bayeux             | Saint-Vigor-le-Grand     | Esquay-sur-Seulles |
| Monceaux-en-Bessin | Saint-Martin-des-Entrées | Vaux-sur-Seulles   |
| Monceaux-en-Bessin | Nonant                   | Nonant             |

### Hydrographie
La commune est située dans le bassin Seine-Normandie. Elle est drainée par le fossé 01 du Londain, le fossé 02 du Londain et le fossé 01 de Damigny,,.

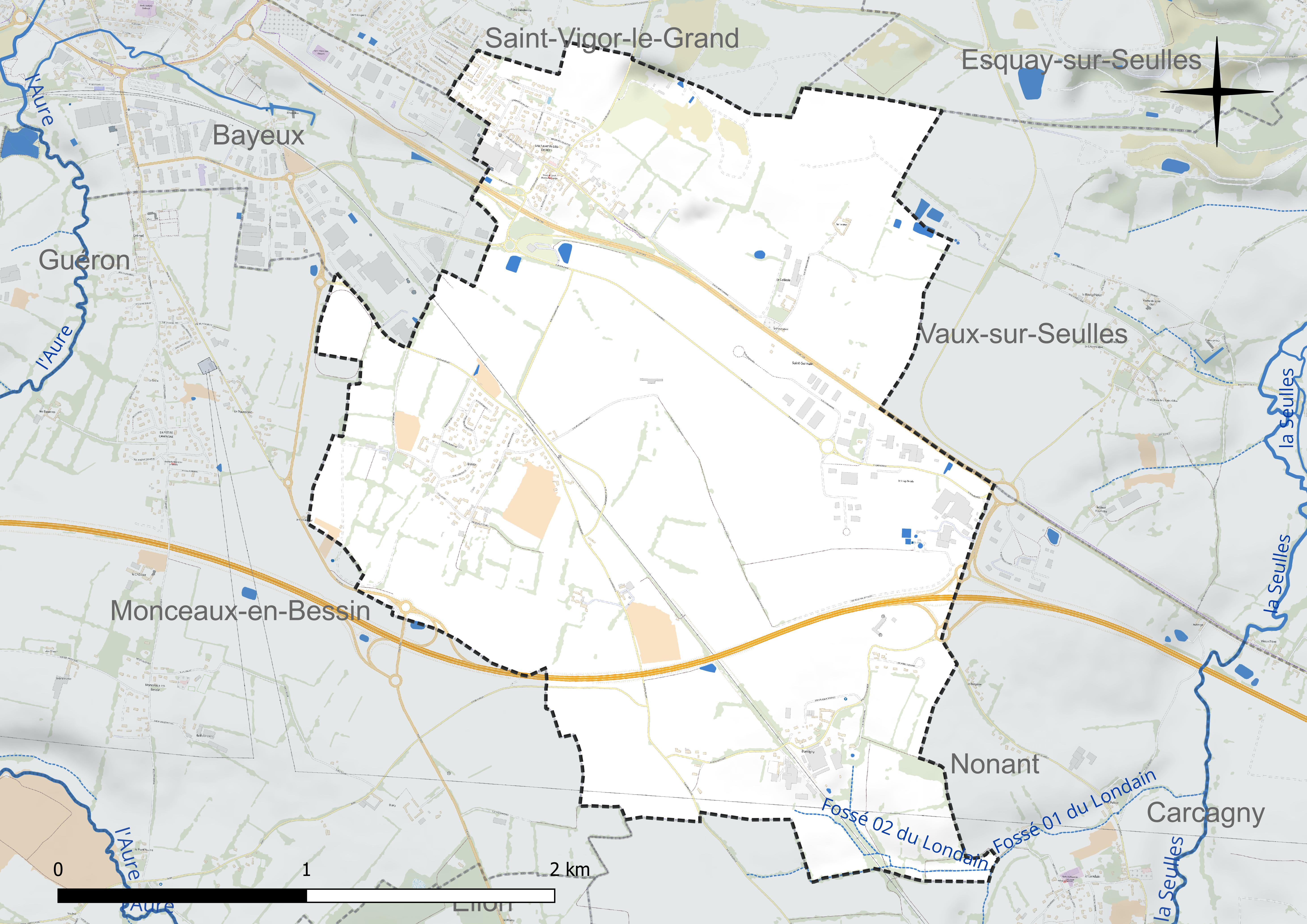
Réseau hydrographique de Saint-Martin-des-Entrées.

### Climat
Pour des articles plus généraux, voir Climat de la Normandie et Climat du Calvados.
En 2010, le climat de la commune est de type climat océanique altéré, selon une étude du CNRS s'appuyant sur une série de données couvrant la période 1971-2000. En 2020, Météo-France publie une typologie des climats de la France métropolitaine dans laquelle la commune est exposée à un climat océanique et est dans la région climatique  Normandie (Cotentin, Orne), caractérisée par une pluviométrie relativement élevée (850 mm/a) et un été frais (15,5 °C) et venté. Parallèlement le GIEC normand, un groupe régional d'experts sur le climat, différencie quant à lui, dans une étude de 2020, trois grands types de climats pour la région Normandie, nuancés à une échelle plus fine par les facteurs géographiques locaux. La commune est, selon ce zonage, exposée à un « climat des plateaux abrités », correspondant à la plaine agricole de Caen à Falaise, sous le vent des collines de Normandie et proche de la mer, se caractérisant par une pluviométrie et des contraintes thermiques modérées.
Pour la période 1971-2000, la température annuelle moyenne est de 10,8 °C, avec  une amplitude thermique annuelle de 11,5 °C. Le cumul annuel moyen de précipitations est de 778 mm, avec 12,7 jours de précipitations en janvier et 7,5 jours en juillet. Pour la période 1991-2020, la température moyenne annuelle observée sur la station météorologique la plus proche, située sur la commune de Balleroy-sur-Drôme à 15 km à vol d'oiseau, est de 11,2 °C et le cumul annuel moyen de précipitations est de 924,3 mm,. Pour l'avenir, les paramètres climatiques de la commune estimés pour 2050 selon différents scénarios d'émission de gaz à effet de serre sont consultables sur un site dédié publié par Météo-France en novembre 2022.

## Urbanisme

### Typologie
Au 1er janvier 2024, Saint-Martin-des-Entrées est catégorisée commune rurale à habitat dispersé, selon la nouvelle grille communale de densité à 7 niveaux définie par l'Insee en 2022.
Elle appartient à l'unité urbaine de Bayeux, une agglomération intra-départementale dont elle est une commune de la banlieue,. Par ailleurs la commune fait partie de l'aire d'attraction de Caen, dont elle est une commune de la couronne,. Cette aire, qui regroupe 296 communes, est catégorisée dans les aires de 200 000 à moins de 700 000 habitants,.

### Occupation des sols
L'occupation des sols de la commune, telle qu'elle ressort de la base de données européenne d'occupation biophysique des sols Corine Land Cover (CLC), est marquée par l'importance des territoires agricoles (83,9 % en 2018), en diminution par rapport à 1990 (95,8 %). La répartition détaillée en 2018 est la suivante : 
terres arables (48,9 %), prairies (24,8 %), zones agricoles hétérogènes (10,2 %), zones industrielles ou commerciales et réseaux de communication (7,5 %), mines, décharges et chantiers (5,3 %), zones urbanisées (3,3 %). L'évolution de l'occupation des sols de la commune et de ses infrastructures peut être observée sur les différentes représentations cartographiques du territoire : la carte de Cassini (XVIIIe siècle), la carte d'état-major (1820-1866) et les cartes ou photos aériennes de l'IGN pour la période actuelle (1950 à aujourd'hui).

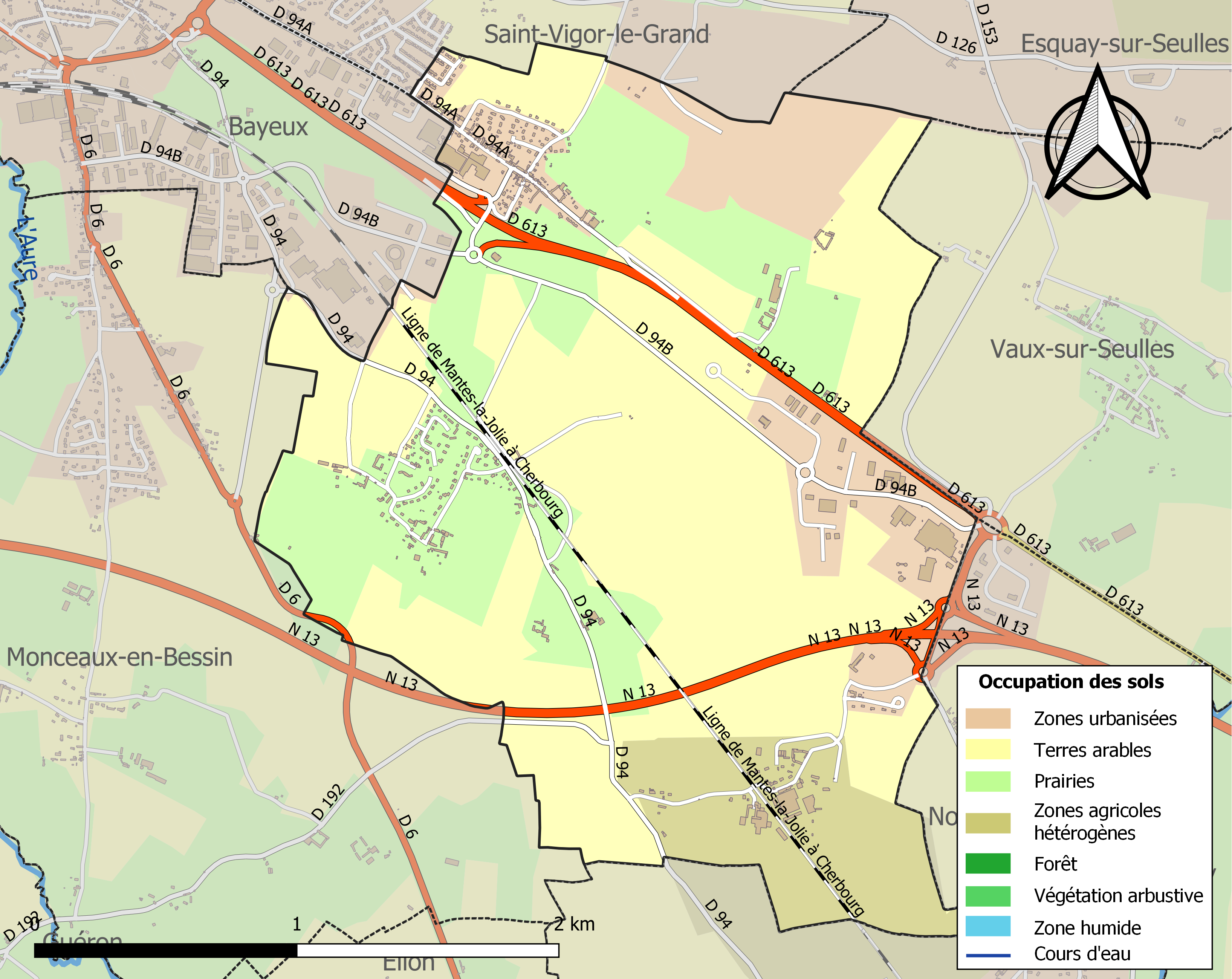
Carte des infrastructures et de l'occupation des sols de la commune en 2018 (CLC).

## Toponymie
Le nom de la localité est attesté sous la forme Sanctus Martinus de Introitibus au XIVe siècle.
La paroisse était dédiée à Martin de Tours, évangélisateur de la Gaule au IVe siècle.
Entrée semble se rapporter à la situation par rapport à Bayeux.

## Histoire
En 1818, Saint-Martin-des-Entrées (146 habitants en 1806) absorbe Saint-Germain-de-la-Lieue (320 habitants).

## Politique et administration
| Période                                  | Période   | Identité          | Étiquette | Qualité                                     |
| ---------------------------------------- | --------- | ----------------- | --------- | ------------------------------------------- |
| avant 1981                               | ?         | Marcel Sophie     |           |                                             |
| 1989                                     | mars 2008 | Christian Bansard |           | Ingénieur conseil                           |
| mars 2008                                | mars 2014 | Joël Florin       | SE        | Éleveur de chevaux                          |
| mars 2014                                | En cours  | Daniel Siméon     | SE        | Commercial dans la communication (retraité) |
| Les données manquantes sont à compléter. |           |                   |           |                                             |

Le conseil municipal est composé de quinze membres dont le maire et trois adjoints.

## Démographie
L'évolution du nombre d'habitants est connue à travers les recensements de la population effectués dans la commune depuis 1793. Pour les communes de moins de 10 000 habitants, une enquête de recensement portant sur toute la population est réalisée tous les cinq ans, les populations de référence des années intermédiaires étant quant à elles estimées par interpolation ou extrapolation. Pour la commune, le premier recensement exhaustif entrant dans le cadre du nouveau dispositif a été réalisé en 2005.
En 2022, la commune comptait 760 habitants, en évolution de +8,88 % par rapport à 2016 (Calvados : +1,58 %, France hors Mayotte : +2,11 %).
| 1793 | 1800 | 1806 | 1821 | 1831 | 1836 | 1841 | 1846 | 1851 |
| ---- | ---- | ---- | ---- | ---- | ---- | ---- | ---- | ---- |
| 114  | 118  | 146  | 417  | 392  | 418  | 454  | 454  | 420  |

| 1856 | 1861 | 1866 | 1872 | 1876 | 1881 | 1886 | 1891 | 1896 |
| ---- | ---- | ---- | ---- | ---- | ---- | ---- | ---- | ---- |
| 410  | 407  | 409  | 380  | 358  | 340  | 351  | 317  | 317  |

| 1901 | 1906 | 1911 | 1921 | 1926 | 1931 | 1936 | 1946 | 1954 |
| ---- | ---- | ---- | ---- | ---- | ---- | ---- | ---- | ---- |
| 330  | 331  | 295  | 261  | 248  | 277  | 283  | 379  | 335  |

| 1962 | 1968 | 1975 | 1982 | 1990 | 1999 | 2005 | 2006 | 2010 |
| ---- | ---- | ---- | ---- | ---- | ---- | ---- | ---- | ---- |
| 317  | 291  | 313  | 458  | 487  | 500  | 474  | 475  | 623  |

| 2015 | 2020 | 2022 | - | - | - | - | - | - |
| ---- | ---- | ---- | - | - | - | - | - | - |
| 654  | 714  | 760  | - | - | - | - | - | - |

## Économie
La commune se situe dans la zone géographique des appellations d'origine protégée (AOP) Beurre d'Isigny et Crème d'Isigny.
- Frial, spécialisé dans les produits congelés est le premier employeur de la commune.

## Culture locale et patrimoine

### Lieux et monuments
- L'église Saint-Martin du XIXe siècle. L'église de Saint-Germain-de-la-Lieue et la chapelle de Bussy ont été démolies avant 1850[32].
- Château de Damigny du XIXe siècle, tour de défense du XVe.
- Ferme-manoir de Bussy du XVe siècle.

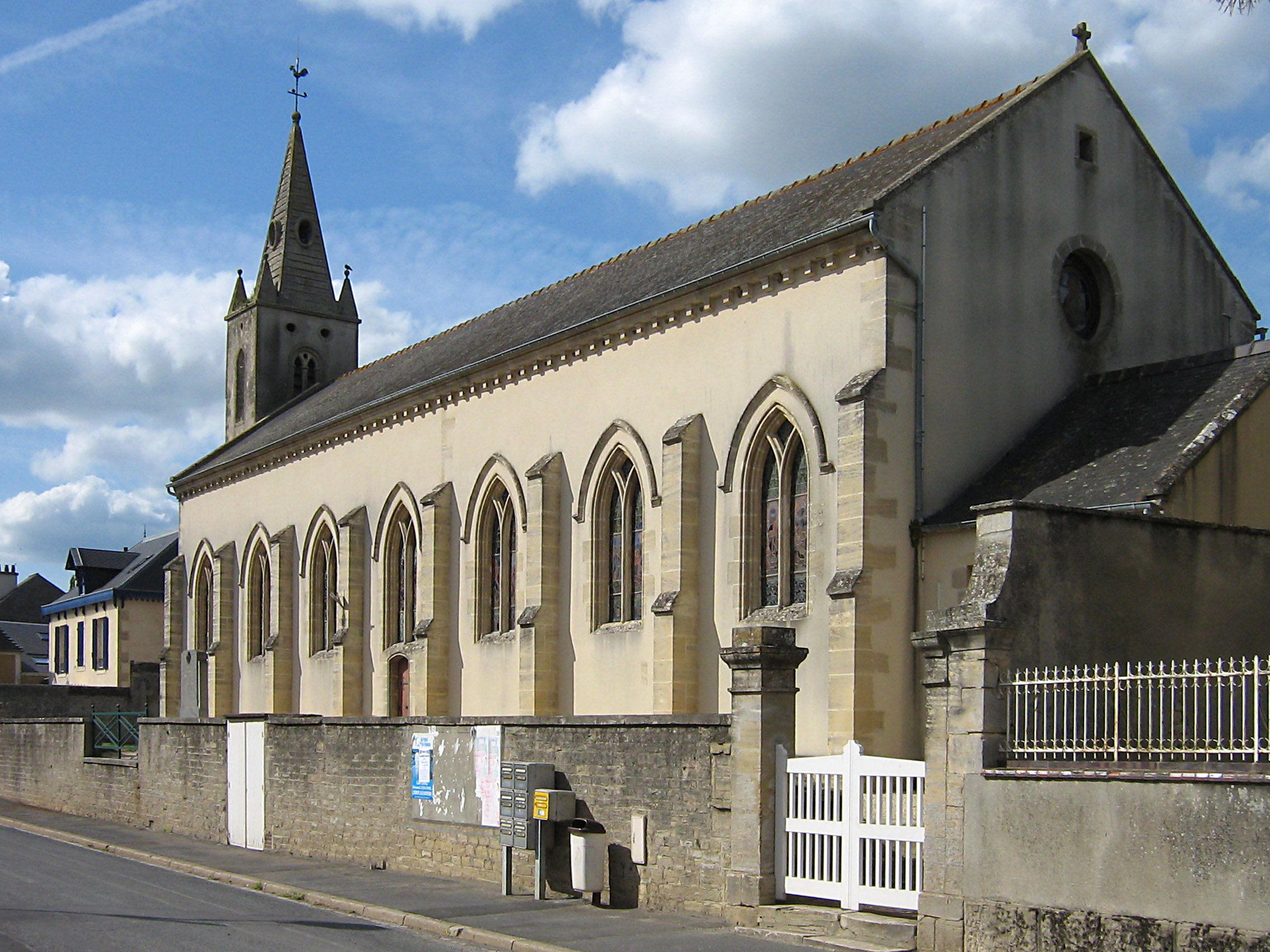
L'église Saint-Martin.
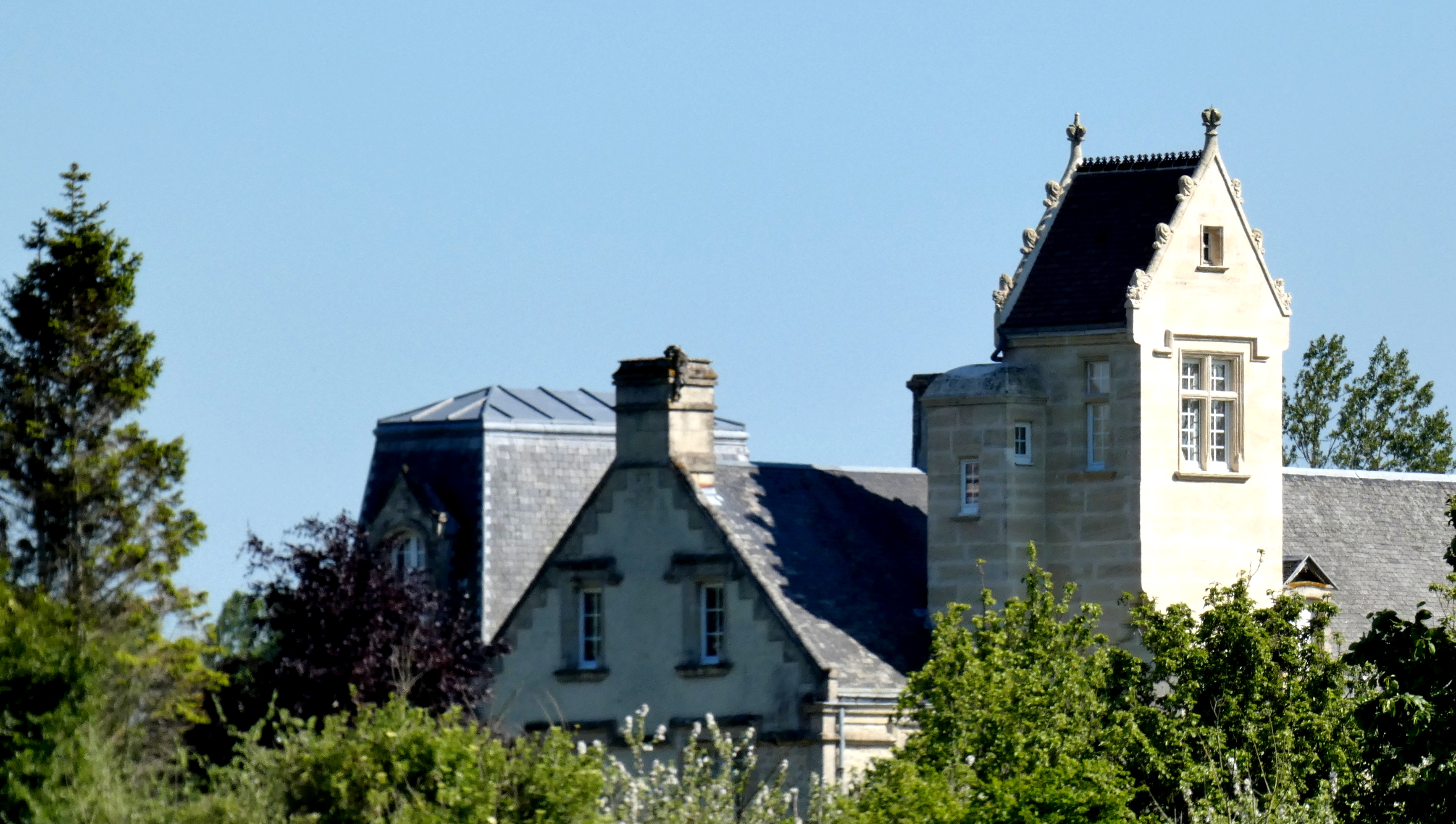
Le manoir de Bussy.

### Personnalités liées à la commune
- Georges Félix de Wimpffen (1744-1814), général d'Empire, inspecteur général des haras, maire de Saint-Germain-de-la-Lieue[33].

### Héraldique
| Blason de Saint-Martin-des-Entrées | Blason  | Parti : au 1er d'or à la tête de Marianne contournée au trait, au 2e d'or à saint Martin à cheval partageant son manteau avec un mendiant au trait, le tout enfermé dans une filière de gueules combinée à une champagne du même chargée de deux léopards d'or, l'un au-dessus de l'autre. |
| Blason de Saint-Martin-des-Entrées | Détails | Les deux léopards d'or sur champ de gueules rappellent les armes de la Normandie. |